# Telegraph Hill (Lewisham)
Pour les articles homonymes, voir Telegraph Hill.
Telegraph Hill est une conservation area résidentielle du Borough londonien de Lewisham dans le sud de Londres, situé au sud de New Cross.

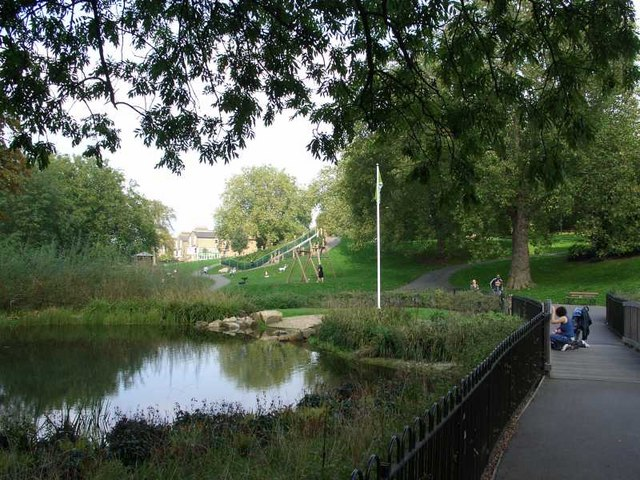
Lower Park à Telegraph Hill.

Sa population était de 16 414 habitants en 2011.